# Eiffeltårnet
Eiffeltårnet (fransk: Tour Eiffel) er et observationstårn og Paris' vartegn, samt et internationalt kendt symbol for Frankrig. Eiffeltårnet er opkaldt efter sin konstruktør, ingeniøren Gustave Eiffel. Det er et berømt turistmål med næsten 7 millioner besøgende hvert år.
Tårnet er 330 meter højt inklusive tårnets antennekonstruktion. Uden antennen måler tårnet 300 meter. Tårnets fod er kvadratisk og måler 125 meter på hver led. Ved opførelsen var Eiffeltårnet verdens højeste bygning, hvilken titel tårnet havde indtil opførelsen af Chrysler Building i New York City i 1930. Efter opførelsen af antennekonstruktionen i 1957 blev Eiffeltårnet højere end Chrysler Building.
Tårnet blev klassificeret som Monument historique i 1964.
På 1. og 2. etage findes restauranter og på toppen en snackbar. Tårnet har i dag også en række praktiske formål: Radio- og tv-antenne, meteorologisk station og luftfyr.

## Fakta om konstruktionen
Tårnet er 330 meter højt inklusive tv-antennen på toppen. Der er 1.665 trappetrin til toppen.

Højeste udsving i stærkt blæsevejr er 12 centimeter, og tårnet udvider sig maksimalt 15 centimeter i stærk varme.
Eiffeltårnet kostede 7,8 millioner francs, da 300 arbejdere byggede tårnet fra 1887 til 1888 (åbnede officielt i 1889) ved at samle 18.038 stykker smedejern med 2,5 millioner nitter. I alt blev der anvendt cirka 7.000 tons jern. De 4 fundamenter er gravet 9-14 meter ned i jorden og har hver en flade på 26 kvadratmeter.
Vedligeholdelsen af tårnet kræver 40 tons maling hvert syvende år.
På 1. etage er der på ydersiden af tårnet i alt indgraveret 72 navne på franske videnskabsmænd med bogstaver i ca. 60 cm højde.

### Udformningen af tårnet
Da tårnet blev bygget, blev mange mennesker chokeret over dets dristige udformning. Et almindeligt kritikpunkt af Gustave Eiffels design var, at det var et mislykket forsøg på at skabe en kunstnerisk bygning uden at tage hensyn til de almindelige regler for ingeniørkunst. Eiffel og hans designere var dog anerkendte brokonstruktører og forstod vigtigheden af vindpåvirkningen af meget store konstruktioner. De vidste derfor, at hvis de ville bygge den højeste bygning i verden, skulle de være helt sikre på, at den kunne modstå vinden. Eiffel forklarede selv i 1887, at det var hensynet til vindpåvirkningen, der var den vigtigste parameter for udformningen af tårnet. De buede former, hans hold gav det, ydede ifølge hans egne beregninger den bedste beskyttelse mod vindpåvirkningen.  Det vides ikke med sikkerhed, hvilken beregningsmodel Eiffel havde benyttet. Det seneste bud er en nonlineær integralligning, som var baseret på at skabe modvægt til vindpåvirkningen overalt på bygningen. 

## Historie

### Oversigt
Eiffeltårnet blev bygget til Verdensudstillingen i 1889, Exposition Universelle, som en hyldest til hundredeårsdagen for Den franske revolution. Tårnet blev mødt med en del modstand fra offentligheden, der mente, at tårnet ville skæmme bybilledet. I dag er tårnet anerkendt som et af de smukkeste stykker arkitektur i verden.
Den 31. marts 1889 kunne ingeniør Eiffel hejse Trikoloren på toppen. Den første besøgende var prinsen af Wales (Edward 7.), der besteg tårnet 10. juni 1889. Eiffeltårnet havde kun tilladelse til at blive stående i 20 år, men da tårnet viste sig at være værdifuldt for telekommunikation, blev det stående. Den 12. januar 1908 blev den første langdistanceradiomeddelelse sendt fra tårnet.
Tårnet har også været solgt af bondefangeren Victor Lustig. I år 2000 blev der installeret blinklys og projektører. Dette lysshow er også blevet en attraktion i det parisiske aftenliv. Den 28. november 2002 rundede Eiffetårnet 200 millioner besøgende.

### Midlertidig bygning
Tårnet blev opført mellem 1887 og 1889 for at være indgangsportal for Verdensudstillingen i Paris i 1889. Eiffel havde i første omgang planlagt at opføre tårnet i Barcelona i forbindelse med en verdensudstilling dér i 1888, men arrangørerne afviste ideen. Tårnet blev indviet den 31. marts 1889, efter at 300 arbejdere havde sammenføjet 18.038 jernbjælker af industrielt fremstillet smedejern og ca. 2.5 millioner nitter. Arbejdet på Eiffeltårnet var meget farligere end arbejdet på en moderne skyskraber, da tårnet består af en åben ramme uden faste etager mellem de to udsigtsplatforme. Eiffel iværksatte en række sikkerhedsforanstaltninger, herunder flytbare stilladser, rækværk og afskærmninger. Disse foranstaltninger medvirkede til, at kun én mistede livet under byggeriet.
Eiffel fik i første omgang tilladelse til, at tårnet kunne stå i 20 år. Det betød, at det skulle tages ned senest 1909. Ejerskabet skulle samtidigt tilbageføres til Paris' bystyre. En del af de oprindelige betingelser for byggeriet var, at det skulle være nemt at rive ned igen, og det var stadig også planen at gøre det i 1908. Udviklingen af telekommunikation betød dog, at tårnet fik stor værdi i kraft af sin højde og rækkevidde, og alle planer om nedrivning blev udskudt. Under 1. verdenskrig benyttede militæret bl.a. tårnet til at dirigere de parisiske taxaer, der transporterede soldater til fronten under slaget ved Marne. Eiffeltårnet var ligeledes et vigtigt element i jagten på spionen "Mata Hari". Efter krigen fremstod Eiffeltårnet som et sejrsmonument, og en nedrivning var fra nu af utænkelig.

## Tog og metro
Tog- og metrostationer nær Eiffeltårnet :
- Metro: Trocadéro     eller Bir-Hakeim
- RER: Champs-de-Mars – Tour-Eiffel

## Andre"eiffeltårne"
Adskillige reproduktioner (ofte i mindre skala) eller lignende tårne findes i:
- Tokyo i Japan benævnt Tokyo Tårnet (13 meter højere end originalen, skala 1.04:1)
- Blackpool i England kaldet Blackpool Tårnet
- Las Vegas i USA (Paris Las Vegas) (skala 1:2)
- Berlin i Tyskland kaldet Berliner Funkturm
- Shenzhen i Kina (skala 1:3)
- Prag i Tjekkiet (skala 1:5) – bygget 1891
- Lahore i Pakistan